# Inge Jaehner
Inge Jaehner, geborene Frankmöller (* 12. Februar 1956 in Osnabrück; † 13. März 2016 in Ostercappeln), war eine deutsche Kunsthistorikerin und von 2000 bis 2016 Direktorin des Felix-Nussbaum-Hauses Osnabrück. Eine Reihe ihrer Publikationen ist unter ihrem Mädchennamen Inge Frankmöller erschienen.

## Leben
Jaehner beendete das Kunststudium an der Universität Osnabrück bei Franz-Joachim Verspohl mit dem Magister Artium im Jahre 1984. Sie volontierte im  Museums- und Kunstverein e.V. Osnabrück und kuratierte Ausstellungsprojekte in den Bereichen Kunst und Architektur. Seit 1987 war Jaehner im Kulturgeschichtlichen Museum der Stadt Osnabrück für den Bereich Kunst zuständig und übernahm ab 1995 in dieser Funktion auch die wissenschaftliche Betreuung der Sammlung Felix Nussbaum.
Sie war mit Jürgen Jaehner verheiratet und lebte in Ostercappeln bei Osnabrück. Inge Jaehner starb am 13. März 2016, kurz nach ihrer offiziellen Verabschiedung aus dem Museumsamt.

## Direktorin des Felix-Nussbaum-Hauses Osnabrück
Von 2000 bis 2016 wurde die Leitung des Kulturgeschichtlichen Museum/Felix-Nussbaum-Haus (seit 2017 Museumsquartier Osnabrück) als Doppelspitze geführt. Als Direktorin des Felix-Nussbaum-Hauses steigerte Inge Jaehner den Bekanntheitsgrad der Werke Nussbaums und förderte durch Ausstellungen seine internationale Anerkennung als Maler. Inge Jaehner konzipierte eine Ausstellungsreihe zum Themenkomplex „Kunst und Exil“ und organisierte entsprechende Kunstausstellungen, z. B. 2004 „Zeit im Blick“ oder 2009 „Verborgene Spur“. Sie holte Werke berühmter Vertreter der Moderne nach Osnabrück, von Mark Rothko, Max Beckmann oder Paul Klee, und setzte sie mit Arbeiten Nussbaums in einen visuellen Dialog. Die für 2014 geplante Präsentation über die Kunst-Sammlung des in Osnabrück geborenen Erich Maria Remarque konnte aufgrund der schweren Erkrankung Inge Jaehners nicht umgesetzt werden. Am 28. Januar 2016 fand ihre offizielle Verabschiedung aus dem Museumsamt im Friedenssaal des Osnabrücker Rathauses statt.